# Киро Тулешков
Киро Петрович Тулешков е български националреволюционер, журналист, книжовник и педагог.

## Биография
Киро Тулешков е роден е на 1 март 1846 г. в град Търново. Учи в Търновското класно училище (1857 – 1858) и Ришельовския лицей в Одеса (1864 – 1866). В Русия се запознава с Христо Ботев (1864). Прехвърля се в Браила и работи в печатницата на Димитър Паничков (1867). Постъпва е в Одеското военно училище (1869), но го напуска след две години. Отново постъпва в печатницата на Димитър Паничков. Екстерниран от румънското правителство през 1871 г. в Мачин, но малко по-късно се завръща в Румъния.
След освобождаване от затвора заминава за Букурещ, където става помощник на Любен Каравелов. Сътрудник на в. „Дума на българските емигранти“ (1871). Отговорен редактор на вестник „Независимост“ (1873 – 1874).
Директор на гимназиалната печатница в Болград (март 1876). Издава вестник „Български глас“ (1876 – 1877).
В писмо до него Христо Ботев дава знаменитото описание на Васил Левски:
"Приятелят ми Левски, с когото живеем, е нечут характер! Когато ние се намираме в най-критическо положение, то той и тогава си е такъв весел, както и когато се намираме в най-добро положение. Студ, дърво и камък се пука, гладни от два или три деня, а той пее и сè весел!" (Писмо от 1868 г.)
По време на Руско-турската война (1877 – 1878 г.) е опълченец и преводач в Руската армия.
След Освобождението от османско владичество живее в Търново. Тук открива печатница и взема участие в обществения живот на града като помощник-кмет и училищен настоятел.
Издател на в. „Съединение“ (1880) и в. „Свободен печат“ (1881). От 1887 г. е директор на Държавната печатница в София. Има заслуги за учредяването на Българското печатарско дружество. Автор е на литературни творби с тематика от живота и борбите на българите през Възраждането.
Умира на 31 януари 1904 г. в София.

## Памет
На Киро Тулешков е наречена улица в квартал „Гоце Делчев“ в София (Карта).
Част от архивите му се съхраняват във фонд №4 на Българския исторически архив в Националната библиотека „Св. св. Кирил и Методий“.

## Издания
- Тулешков, К. Моето чиракуване в живота. Съст. Е. Налбантова, В. Търново: Абагар, 1997.
- Чолов, П. Възрожденският род Тулешкови. С., 2003, 53-58